# Фульминовая кислота
Гремучая (фульминовая, парациановая) кислота (H-C≡N→O) — изомер циановой (HO-CN) и изоциановой (HN=C=O) кислот. В течение долгого времени считалось, что гремучая кислота является оксимом окиси углерода C=N-OH, поэтому часто использовалось другое название карбилоксид (такая формула была предложена Нефом в 1894 году). Однако в 1965 году было достоверно установлено, что гремучая кислота является нитрилоксидом муравьиной кислоты (формула предложена Виландом в 1925 году).
В свободном виде кислота очень неустойчива и взрывоопасна; ниже −5 °C непродолжительное время существует в виде газа с запахом синильной кислоты, к которой она приближается по токсичности. Несколько более устойчивы её растворы в диэтиловом эфире. Свободная гремучая кислота получается при действии кислот на её соли (фульминаты) и отличается высокой реакционной способностью, особенно к реакциям присоединения и полимеризации. При этом характер реакций и строение продуктов реакций также свидетельствуют в пользу нитрилоксидного строения гремучей кислоты.
Важнейшей солью гремучей кислоты является гремучая ртуть (фульминат ртути) Hg(CNO)2, которая получается действием азотной кислоты на этиловый спирт в присутствии ртути или её солей. Аналогичным образом может быть получено гремучее серебро. Остальные фульминаты могут быть получены только по обменным реакциям с фульминатами натрия или калия, которые образуются при действии амальгам этих металлов на гремучую ртуть в спирте.

## Химические свойства
1. при действии на фульминаты разбавленной соляной кислоты при 0 °C выделяющаяся гремучая кислота присоединяет молекулу HCl. Продукт реакции — монохлорформоксим Cl-CH=N-OH, кристаллическое вещество с запахом, напоминающим запах синильной кислоты, обладающее кожно-нарывным действием. Монохлорформоксим неустойчив, и уже при комнатной температуре быстро разлагается; при 40 °C разложение идет почти мгновенно;
2. при гидролизе гремучей ртути в воде при 100 °C выделяющаяся гремучая кислота тримеризуется в фульминуровую кислоту — нитроцианацетамид O2N-CH(CN)-CO-NH2 (tпл 145 °C);
3. при разложении фульмината калия разбавленной серной кислотой при 20 °C выделяющаяся гремучая кислота тримеризуется с образованием метафульминуровой кислоты, которая представляет собой 4,5-диоксиминоизоксазолин (гидрат плавится при 85 °C, безводное вещество разлагается при 106 °C);
4. как побочный продукт в тех же условиях образуется α-изоцианиловая кислота — 3,4-бис(оксиминометил)фуроксан (tпл 168—172 °C). При этом повышение кислотности реакционной смеси приводит к увеличению выхода α-изоцианиловой и уменьшению выхода метафульминуровой кислоты;
5. при разложении монохлорформоксима аммиаком в эфире образующаяся гремучая кислота также дает тримеры: при нагревании — изофульминуровую кислоту (3-оксифуразан-4-карбоксамид, tпл 202 °C), без нагревания — 1-окси-2-цианглиоксим (tпл 126 °C).